# 托雷马约尔
托雷马约尔（西班牙語：Torremayor）是西班牙埃斯特雷马杜拉巴达霍斯省的一个市镇。总面积21平方公里，总人口1034人（2001年），人口密度49人/平方公里。